# Пела
Вижте пояснителната страница за други значения на Пела.
Пела (понякога Пелла, на гръцки: Πέλλα) е античен град, столица на Древна Македония от края на V век пр. Хр. до средата на II век пр. Хр., както и родно място на Филип II Македонски и Александър Македонски.
Останките от древния град се намират в местността Градище при старото българско село Постол (след 1926 г. прекръстено на Пела), дем Пела, на около 40 км северозападно от Солун. В миналото, сред местното българско население, мястото е било познато като „Пел“.
Археологически разкопки за първи път са извършени в 1957 година, когато е изследвана цяла Пела и постепенно са открити важни обекти от религиозния характер на античния град, сред които е Храмът на Кибела и Афродита.
В същата 1957 година античният град е обявен за паметник на културата, като площта му е разширявана в 1984, 1985, 1997, и в 1999 година.
В 2009 година отваря врати Пелският археологически музей.

## Личности
Родени в Пела
- Александър III Македонски
- Аристон Пелски, пълководец на Древна Македония от IV век пр. Хр.
- Аристон Пелски, историк от II век пр. Хр.
- Архон Пелски, древномакедонски военачалник
- Филип II Македонски
- Посидип Пелски (310 пр. Хр. – ?), древногръцки поет

Други
- Гносис, древногръцки художник от IV век